# غرب فلوريدا الإسبانية

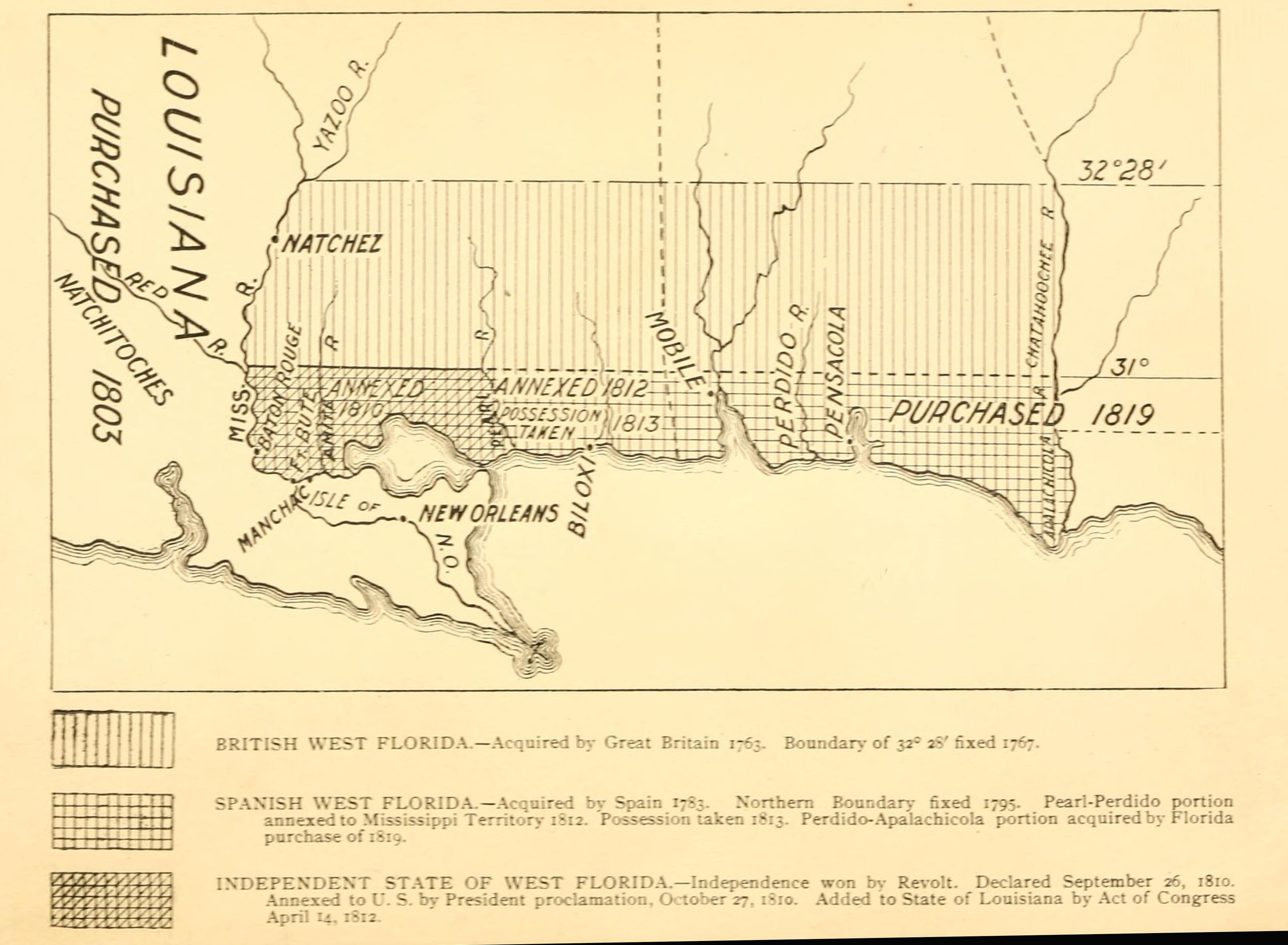
خريطة توضح الانخفاض التدريجي للسيطرة الإسبانية في غرب فلوريدا ^{ص 2}

غرب فلوريدا الإسبانية (بالإسبانية: Florida Occidental) كانت مقاطعة من الإمبراطورية الإسبانية من 1783 حتى 1821، عندما تم التنازل عنها وشرق فلوريدا إلى الولايات المتحدة.
كانت منطقة غرب فلوريدا في البداية لها نفس الحدود مثل المستعمرة البريطانية السابقة. تم ضم معظم أراضيها تدريجيًا من قبل الولايات المتحدة في جدل غرب فلوريدا. تضمنت المستعمرة، في أقصى حد لها، ما هو الآن أبرشيات فلوريدا في لويزيانا، والأجزاء الجنوبية من مسيسيبي وألاباما، وساحة فلوريدا. لم يتم الحصول على الأرض التي تشكل فلوريدا الحالية إلا بعد عدة سنوات في حين تم ضم جنوب شرق لويزيانا ومسيسيبي وألاباما الساحلية الحالية إما قبل أو خلال حرب عام 1812. صار إقليم فلوريدا للولايات المتحدة في عام 1822.

## التاريخ

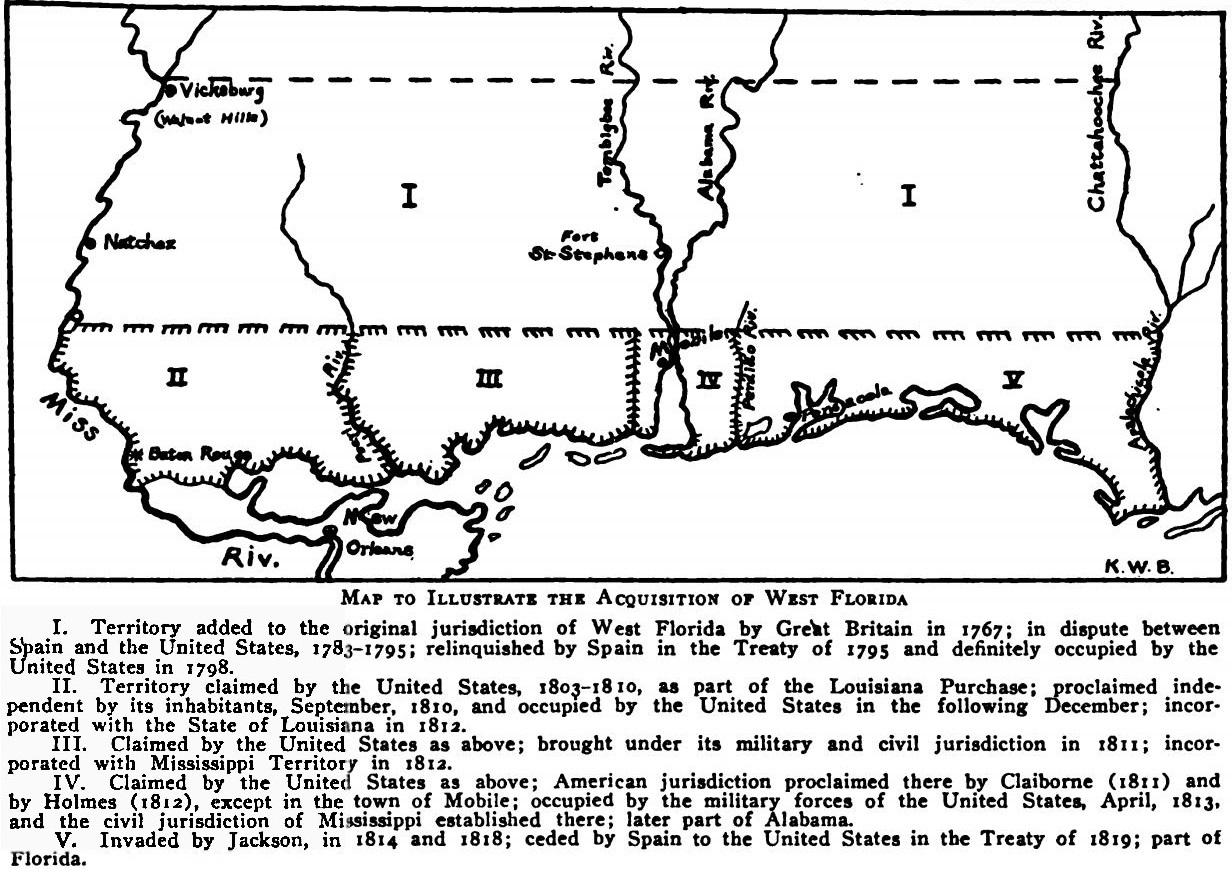
خريطة مشروحة للتغيرات الإقليمية لغرب فلوريدا الإسبانية

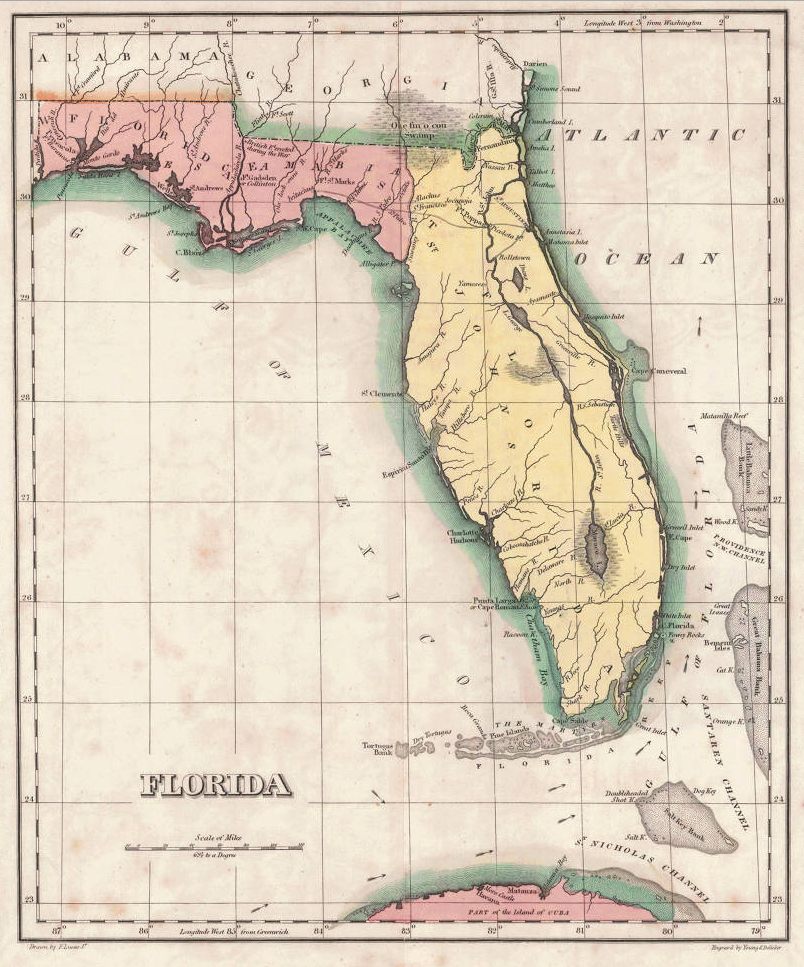
تحت الحكم الإسباني، تم تقسيم فلوريدا عن طريق الفصل الطبيعي لنهر سواني إلى غرب فلوريدا وشرق فلوريدا. (الخريطة: كاري ولي، 1822)

كانت إسبانيا أول دولة أوروبية تستعمر شبه جزيرة فلوريدا، وتتوسع شمالًا من كوبا وتقيم مستوطنات طويلة الأمد في سانت أوغسطين، على ساحل المحيط الأطلسي، وفي بينساكولا وسان ماركوس (سانت ماركس)، على ساحل خليج المكسيك.
بعد خسائر إسبانيا لبريطانيا العظمى خلال حرب السنوات السبع، تنازلت إسبانيا عن أراضيها في فلوريدا لبريطانيا في عام 1763. ثم قسم المسؤولون البريطانيون الإقليم إلى مستعمرتين: شرق فلوريدا، بما في ذلك شبه جزيرة فلوريدا وعاصمتها سانت أوغسطين، وغرب فلوريدا، التي تم إلحاق جزء من الأراضي المتلقاة من فرنسا بموجب معاهدة السلام عام 1763. امتدت غرب فلوريدا من نهر أبالاتشيكولا إلى نهر المسيسيبي، وعاصمتها بينساكولا.
في عام 1779، دخلت إسبانيا الحرب الثورية الأمريكية إلى جانب فرنسا ولكن ليس المستعمرات الثلاث عشرة. قاد برناردو دي غالفيز، حاكم ولاية لويزيانا الإسبانية، حملة عسكرية على طول ساحل الخليج، واستولى على باتون روج وناتشيز من البريطانيين عام 1779، وموبايل في 1780، وبينساكولا في 1781.
في معاهدة السلام عام 1783، أعادت بريطانيا العظمى مستعمرات فلوريدا إلى السيطرة الإسبانية. وبدلًا من إدارة فلوريدا كمقاطعة واحدة، كما كانت قبل عام 1763، حافظت إسبانيا الجديدة على الترتيب البريطاني لتقسيم المنطقة بين شرق وغرب فلوريدا (فلوريدا الشرقية وفلوريدا الغربية). وعندما استحوذت إسبانيا على غرب فلوريدا في عام 1783، كانت الحدود البريطانية الشرقية هي نهر أبالاتشيكولا، لكن إسبانيا في عام 1785 نقلتها شرقًا إلى نهر سواني. كان الغرض هو نقل سان ماركوس ومنطقة أبالاتشي من شرق فلوريدا إلى غرب فلوريدا.

## فهرس
- Arthur، Stanley Clisby (1935). The Story of the West Florida Rebellion. St. Francisville Democrat. ISBN:1-885480-47-4. OCLC:1354769. Reprint, Pioneer Publishing, 164 pp.
- Cox، Isaac Joslin (1918). The West Florida Controversy, 1798 - 1813: A Study in American Diplomacy. Baltimore, Md: The Johns Hopkins Press. OCLC:479174.
- Gannon, Michael (1996). The New History of Florida. University Press of Florida. (ردمك 0-8130-1415-8).
- McMichael، Andrew (2008). Atlantic Loyalties: Americans in Spanish West Florida, 1785–1810. University of George Press. ISBN:978-0-8203-3004-4.
- West Florida Collection, Center for Southeast Louisiana Studies, Linus A. Sims Memorial Library, جامعة جنوب شرق لويزيانا, Hammond. For a summary of the holdings see West Florida Archival Collection